# Dà Hóng Dēnglóng Gāogāo Guà
Dà Hóng Dēnglóng Gāogāo Guà (Esposas y concubinas en Argentina, La linterna roja en España; chino simplificado: 大红灯笼高高挂; chino tradicional: 大紅燈籠高高掛; literalmente: Cuelga alto la gran linterna roja) es una producción cinematográfica china de 1991, dirigida por Zhang Yimou y protagonizada por Gong Li. 
Se trata de una adaptación de Ni Zhen de la novela de 1990 Esposas y concubinas de Su Tong. La película fue posteriormente adaptada a un ballet, dirigido por el mismo Zhang Yimou para el  Ballet Nacional de China.
La película narra la historia de una mujer joven que se convierte en una de las concubinas de un rico señor de la guerra durante la década de 1920. Es notable por su opulencia visual y el suntuoso empleo de los colores primarios. La película fue filmada en el Complejo de Qiao, en la antigua ciudad de Pingyao, en la Provincia de Shanxi. A pesar de que el guion fue aprobado por la censura china la versión final de la misma fue prohibida en China durante un breve periodo de tiempo. Algunos críticos de cine han interpretado que la película esconde una alegoría velada de crítica al autoritarismo del Partido Comunista de China. Por otro lado, se ha acreditado a la popularidad de la producción el incrementar el turismo en China después del aislamiento que sufrió el país tras la respuesta del Gobierno a las protestas de la Plaza de Tian'anmen de 1989.

## Argumento
La película se ubica en la China de los años 1920, durante la era de los señores de la guerra, años antes de la guerra civil china. La joven Songlian (頌蓮, Gong Li), cuyo padre ha fallecido recientemente dejando a la familia en bancarrota, se ve obligada a abandonar la universidad y convertirse en la "cuarta esposa" (más bien la cuarta concubina) de la casa de Chen. Una vez llega a la palaciega residencia, los criados le hacen un masaje en los pies y encienden linternas rojas para anunciar la visita nocturna de su marido (Ma Jingwu), el señor de la casa. Songlian pronto descubre que no todas las concubinas de la casa reciben el mismo tratamiento. De hecho, el señor decide diariamente dónde dormirá cada noche, iniciando así el rito del masaje y las linternas, y una mayor atención por parte de los criados. Forzadas a competir entre ellas, las tres concubinas tratan continuamente de ganarse la atención y el afecto del marido. 
La primera señora, Yuru (Jin Shuyuan), parece ser tan vieja, si no más, que el propio señor. Habiéndole dado un hijo décadas antes, está resignada a vivir su vida olvidada. La segunda señora, Zhuoyun (Cao Cuifen), pronto se hace amiga de Songlian, alabando su belleza y juventud, y regalándole seda. Zhuoyun también la advierte contra la tercera señora, Meishan (He Caifei), la cual había sido cantante de ópera. Meishan, habiendo sido la favorita antes de la llegada de Songlian, se finge enferma y hace todo lo posible por recuperar la atención de su señor. Con el tiempo, sin embargo, Songlian se da cuenta de que debe más bien desconfiar de la segunda esposa, que «posee la cara de un Buda y el corazón de un escorpión».
Songlian se finge embarazada, tratando de atraer la atención del marido (y, al mismo tiempo, tratando de quedarse de verdad embarazada). Zhuoyun, sin embargo, aliada con la criada personal de Songlian, Yan'er (燕兒, Kong Lin) consigue encontrar una braga manchada de sangre menstrual, y fingiendo preocuparse por la salud de Songlian, pide que acuda el médico de la familia, el doctor Gao (Cui Zhigang), el cual está manteniendo una relación ilícita con la tercera esposa Meishan. El doctor Gao examina a Songlian y anuncia que el embarazo es un fraude. Furioso por el atrevimiento de su cuarta esposa, el señor Chen ordena que las linternas de la casa de Songlian sean cubiertas con telas negras. Culpando a Yan'er de lo ocurrido, Songlian revela que la habitación de su criada estaba llena de linternas rojas, mostrando que Yan'er (quien había mantenido relaciones con el señor de la casa) soñaba con ser una señora en vez de una simple criada.
Yan'er es obligada a permanecer de rodillas sobre la nieve mientras ve arder las linternas de su dormitorio hasta que pida perdón, pero desafiante, se niega a hacerlo, y al llegar la noche se desmaya y se enferma, y finalmente muere tras ser trasladada al hospital. Songlian decide que será más feliz en soledad. Sin embargo, comienza a deprimirse y a hablar de suicidio.  
El día de su vigésimo cumpleaños, Songlian se emborracha y revela el adulterio de la tercera esposa con el doctor Gao a Zhuoyun, quien manda a los criados a buscarlos, encontrándolos juntos. Siguiendo la tradición de la familia, los criados llevan a Meishan a una habitación solitaria en el tejado y la ahorcan. Songlian, escondida, es testigo de todo esto y queda traumatizada. 
El verano siguiente, el señor Chen se ha casado con otra joven concubina, la cual pregunta quién es la mujer que camina sin rumbo por el enclave, como si estuviera loca, respondiéndole la criada que se trata de la cuarta esposa, Songlian.

## Reparto
- Gong Li : Songlian, la cuarta señora
- He Saifei : Meishan, la tercera esposa
- Cao Cuifen : Zhuoyun, la segunda esposa
- Jin Shuyuan : Yuru, la primera esposa
- Ma Jingwu : Chen Zuoquian
- Kong Lin : Yan’er, docella de la cuarta señora.

## Premios
Premios del Círculo de Críticos de Cine de Nueva York
| Categoría                           | Resultado |
| ----------------------------------- | --------- |
| Mejor película en lengua extranjera | Ganadora  |